# Potentilla uschakovii
Potentilla uschakovii är en rosväxtart som beskrevs av B.A. Yurtsev. Potentilla uschakovii ingår i Fingerörtssläktet som ingår i familjen rosväxter. Inga underarter finns listade i Catalogue of Life.